# Isnello
Isnello (sicilià Isneddu) és un municipi italià, dins de la ciutat metropolitana de Palerm. L'any 2007 tenia 1.922 habitants. Limita amb els municipis de Castelbuono, Cefalù, Collesano, Gratteri, Petralia Sottana, Polizzi Generosa i Scillato.

## Administració
| Període | Identitat         | Partit        |
| ------- | ----------------- | ------------- |
| 2008-   | Giuseppe Mogavero | Llista cívica |